# Swartzia anomala
Swartzia anomala är en ärtväxtart som beskrevs av John Macqueen Cowan. Swartzia anomala ingår i släktet Swartzia och familjen ärtväxter. Inga underarter finns listade i Catalogue of Life.